# Franz Lehár
Franz Lehár (hongarès: Lehár Ferenc)  (Komárom, 30 d'abril de 1870 - Bad Ischl, 24 d'octubre de 1948) Franz Christian Lehár, va ser un compositor austríac d'origen hongarès, principalment conegut per les seves operetes.

## Biografia
Lehár va nàixer a Komárno (aleshores pertanyent a Àustria-Hongria, avui dia Eslovàquia). Era fill del mestre de capella, de nom també Franz Lehár, del regiment d'infanteria núm. 50 de l'exèrcit austrohongarès, i de la seva esposa Christine Neubrandt. Als dotze anys va entrar al Conservatori de Praga, on va estudiar violí amb Antonin Bennewitz i teoria amb J. Förster. De manera privada va rebre classes de composició de Zdeněk Fibich.
L'any 1888, en acabar els seus estudis al Conservatori, va entrar com a violinista en un teatre a Elberfeld-Barmen (Wuppertal des de 1929), però l'any següent va cancel·lar el contracte per entrar com a músic a l'orquestra militar que dirigia el seu pare. Hi va compondre algunes peces de música militar que van rebre una bona acceptació. Després, ell mateix va dirigir sengles orquestres militars a Losoncz (1890), a Pola (1894), a Trieste (1896), a Budapest, on va succeir el seu pare el 1898, i a Viena (1899).
Durant els primers anys de la seva carrera com a músic va interrompre en diverses ocasions la seva tasca professional, buscant la manera de poder viure gràcies a les seves composicions. Això va ser possible gràcies a l'èxit que van tenir dues operetes seves estrenades a Viena el 1902: Wiener Frauen i Der Rastelbinder.
Tot i que també va compondre sonates, poemes simfònics, marxes, i un gran nombre de valsos (el més popular dels quals és Or i plata, compost per a la princesa Metternich) Lehár és famós sobretot per les seves operetes, la més coneguda de les quals és La vídua alegre, estrenada el 1905 en el Theater an der Wien. Aquesta opereta va tenir de seguida un gran èxit, també internacionalment i va representar per a Lehár una font d'ingressos considerable. La vídua alegre va presentar-se en el Teatre del Liceu de Barcelona el 25 de febrer de 1913, cantada en italià. Algunes cançons de les seves operetes han esdevingut clàssics, com ara Vilja de La vídua alegre i Tu ets la delícia del meu cor (Dein ist mein ganzes Herz) d'El país dels somriures.
Després de la Primera Guerra Mundial Lehár va intentar integrar a les seves obres balls de moda inspirats en la música estatunidenca, però no van tenir gaire èxit i a partir de 1925 les seves operetes adopten un altre caire, més seriós, sense buscar-hi el final feliç, sinó destacant-hi aspectes tràgics. En aquesta etapa de la seva producció musical, les operetes que compon contenen cançons fetes a mida per al tenor Richard Tauber, amb qui va mantenir una gran amistat. Paganini, la primera opereta d'aquesta de 1925, va estrenar-se a Viena, però les que va compondre els anys següents van estrenar-se a Berlín, on van destacar entre el tipus d'opereta de revista que estava de moda. La ràdio va contribuir a la difusió de les operetes de Lahér. Se'n van retransmetre algunes de les estrenades a Berlín, i el 1934 la retransmissió en directe per més de cent-vint emissores de ràdio de l'estrena a Viena de Giuditta és un dels moments més destacats de la carrera professional del compositor.
Quan H. Marischka, que era el principal editor de les ses partitures, va fer fallida, Lehár va fundar, el 1935, la seva pròpia editorial per tal de controlar els drets de les seves obres.
Durant el domini nazi i la Segona Guerra Mundial, tot i que la seva esposa era d'origen jueu, Lehár no va tenir problemes. Es va mantenir al marge de la política, però es va beneficiar de l'admiració que Hitler tenia per l'opereta La vídua alegre, que es va representar en moltes ocasions a Alemanya i en els territoris ocupats amb el patrocini del Govern alemany. Les obres van seguir editant-se, però sense indicar-hi el nom dels llibretistes, alguns dels quals van morir assassinats en camps de concentració. Amb relació a l'afició de Hitler per La vídua alegre, Lehár va declarar després de la guerra que ell tenia consciència tranquil·la i que no era culpa seva si havia estat l'opereta favorita de Hitler. De tota manera, quan el 1943 Hitler va convidar un grup d'amics a veure una producció d'aquesta opereta a Múnic, Lehár li va regalar una còpia signada del programa d'una representació feta el 1905.
Franz Lehár i la seva dona van passar la major part dels anys de guerra a Bad Ischl, a Àustria, on tenien una casa. Després van anar a viure a Zuric, però després que ella morís, el 1947, Lehár va tornar a Bad Ischel, on va morir el 14 d'octubre de 1948.

## Operetes
- Wiener Frauen, 21 de novembre de 1902, Theater an der Wien, Viena
- Der Rastelbinder, 20 de desembre de 1902, Carl Theater Viena
- Der Göttergatte, 20 de gener de 1904, Carl Theater Viena
- Die Juxheirat, 21 de desembre de 1904, Theater an der Wien, Viena
- La vídua alegre, 30 de desembre de 1905, Theater an der Wien, Viena
- Das Fürstenkind, 7 d'octubre de 1909, Johann Strauß Theater, Viena
- Der Graf von Luxemburg, 12 de novembre de 1909, Theater an der Wien, Viena
- Zigeunerliebe, 8 de gener de 1910, Carl Theater Viena
- Eva, 24 de novembre de 1911, Theater an der Wien, Viena
- Endlich allein, 30 de gener de 1914, Theater an der Wien, Viena
- Wo die Lerche singt, 1 de febrer de 1918, Royal Opera Budapest
- Die blaue Mazur, 28 de maig de 1920, Theater an der Wien, Viena
- Frasquita, 12 de maig de 1922, Theater an der Wien, Viena
- Paganini, 30 d'octubre de 1925, Johann Strauss Theater Viena
- Der Zarewitsch, 26 de febrer de 1926, Metropol Theater Berlín
- Friederike, 4 d'octubre de 1928, Metropol Theater Berlin
- El país dels somriures, 10 d'octubre de 1929, Metropol Theater Berlin
- Schön ist die Welt, 3 de desembre de 1930, Metropol Theater Berlin
- Giuditta, 20 de gener de 1934, Òpera de l'Estat de Viena

## Reconeixements
Diversos monuments recorden Franz Lehár en diferents ciutats d'Àustria, i un cinema de Bad Ischl duu el seu nom. L'asteroide 85317, descobert per l'astrònom alemany Freimut Börngen, a l'observatori de Tautenburg, també duu el seu nom des de 2005: 85317 Lehár. El 1920 va ser nomenat soci d'honor de l'AKM Autoren, Komponisten und Musikverleger d'Àustria (associació d'autors, compositors i editors que gestiona els drets d'autor dels seus membres). El 1940, Viena va concedir-li l'Anell d'Or, un dels màxims reconeixements que la capital austríaca concedeix a persones que han contribuït a difondre el nom de la ciutat. El 1940 va rebre la Medalla Goethe per a l'Art i la Ciència i el mateix any de la seva mort, 1948, va ser nomenat Ciutadà d'Honor de Bad Ischl, la ciutat on residia i va morir.